# Augustin Etcheverry
Augustin Etcheberry, né à Sare le 23 mars 1849 et mort à Sare le 3 février 1890, est un écrivain basque.

## Biographie
Il participe régulièrement aux jeux floraux d'Antoine d'Abbadie, il est un ami de Wentworth Webster, collaborateur de Julien Vinson et enseigne le basque à Hugo Schuchardt.